# Івиця Джикич
Івиця Джикич — боснійський хорватський письменник і журналіст.

## Біографія
Івиця Джикич народився у 1977 році у місті Томіславграді, нині Герцег-Босанського кантону. У шістнадцять років були надруковані його перші журналістські повідомлення. Згодом працював журналістом у кількох хорватських газетах.

## Кар'єра
Як журналіст Івиця Джикич мав великий вплив на тематику лівої газети «Feral Tribune» зі Спліта, де він працював у 1996 році. 2001 року Джикич редагував кілька хорватських часописів, таких як Novi list. Також відомий як сценарист.
Свій перший роман Івиця Джикич опублікував у 2003 році під назвою Cirkus Columbia, виданий Feral Tribune. За цей роман нагороджений премією Меші Селімовича. Фільм "Цирк Колумбія " 2010 року знятий за сюжетом його книги. Події роману відбуваються у рідному місті письменника Томіславграді, маленькому містечку в Герцеговині на початку 1990-х, безпосередньо перед Боснійською війною. У 2004 році Джикич опублікував політичну біографію хорватського політичного діяча, другого президента незалежної Хорватії Степана Месича. У 2007 році Івиця Джикич написав свій другий роман під назвою « Ništa sljezove boje», опублікований видавництвом Feral Tribune. У нову книгу увійшли три оповідання:Zeleni dvorac (англ. Green Castle), Probaj zaspati, molim te (англ. Please, Try to Sleep) та Kao da ništa nije bilo (англ. Like Nothing Happened). Джикич є основним автором телевізійного серіалу « Новін» .